# ساناتزارو د بورگوندی
ساناتزارو د بورگوندی (به ایتالیایی: Sannazzaro de' Burgondi) یک کومونه در ایتالیا است که در استان پاویا واقع شده‌است. ساناتزارو د بورگوندی ۲۳٫۳ کیلومتر مربع مساحت و ۵٬۹۲۰ نفر جمعیت دارد و ۸۷ متر بالاتر از سطح دریا واقع شده‌است.

## خواهرخوانده
شهر سازهالمباتا خواهرخواندهٔ ساناتزارو د بورگوندی هست.